# よるtoもっと
よるtoもっと（よるともっと）は、NHK大阪放送局で随時、金曜深夜（土曜未明）に放送されたアンコールアワーである。

## 概要
NHK総合テレビジョンでは1995年から深夜放送を行っており、深夜の時間帯では「ナイトセレクション」→「ミッドナイトチャンネル」として、これまでに放送した番組から、直近の番組の再放送やこれまでに放送された番組のアンコールを行ってきた。
近畿地方向けには2005年4月から金曜・土曜深夜（土曜・日曜未明）に大阪放送局や近畿各地の放送局が製作した番組のアンコールを中心とした「かんさいミッドナイトセレクション」を放送してきたが、2011年5月より、金曜深夜の分は近畿地方の若者の視聴者に見てほしい若者向けの番組を週代わりで特集するアンコール番組ゾーンとして放送を開始した。放送される番組は主にNHK教育テレビジョンの若者向け教養･情報番組であるが、総合テレビの番組も放送されることもある。
放送時間は原則として毎週金曜深夜（土曜未明）1時15分からであるが、終了時間はその日の放送作品によって前後する。なお2011年7月のデジタル放送完全統合後は、マルチ編成を行う日があり、メイン011chでこの番組、サブ012chで東京からのミッドナイトチャンネルを編成することがある。
2012年3月で終了した。

## 過去の放送番組実績

### 総合テレビジョン
- MUSIC JAPAN
- サラリーマンNEO
他地区では日曜深夜に再放送があったが、関西地区では西方笑土（または上方落語の会）の関係で再放送されなかった。そのため、本編終了後の10月に集中的に再放送された。
- 金とく（NHK名古屋放送局）

### 教育テレビジョン
- めざせ!会社の星
- 佐野元春のザ・ソングライターズ
- すイエんサー

### オリジナル
- いややねん!すきやねん!
「あほやねん!すきやねん!」の派生番組として2011年8月5日深夜に放送。
NHK大阪所属の女性アナウンサー（上田早苗、山本美希、荒木美和）が若者の「いやなもの」「好きなもの」についての悩みに応えるという企画。
当初は7月29日放送だったが、新潟県での集中豪雨に対応する特別ニュース（東京発）を編成したため、急遽1週間順延となった。